# Валенті Массана
Валентин Массана Грасія (ісп. Valentín Massana Gracia; нар. 5 липня 1970) — іспанський легкоатлет, який спеціалізувався в спортивній ходьбі.

## Спортивні досягнення
Бронзовий олімпійський призер з ходьби на 50 км (1996). Посів 4-е місце з ходьби на 50 км на Олімпіаді-2000 та 20-е місце з ходьби на 20 км на Олімпіаді-1996. Брав участь у олімпійському заході на 20 км на Олімпіаді-1992, проте був дискаліфікований за порушення правил ходьби під час проходження дистанції.
Чемпіон світу (1993) та срібний призер чемпіонату світу (1995) з ходьби на 20 км. Посів 5-е місце з ходьби на 20 км на чемпіонаті світу-1991. На дистанції 50 км на чемпіонатах світу був 4-м у 1999 та 6-м у 2001.
Срібний призер Кубка світу з ходьби на 20 км в особистому заліку (1993), що дозволило стати бронзовим призер на цій дистанції в командному заліку та срібним призером — у загальному заліку Трофею Лугано (ходьба 20 + 50 км). Срібний призер Кубка світу з ходьби на 50 км в командному заліку (1999, 8-е місце в особистому заліку).
Посів 5-е місце з ходьби на 5000 метрів на чемпіонаті світу в приміщенні (1991).
Срібний призер з ходьби на 10000 метрів на чемпіонаті світу серед юніорів (1988).
Бронзовий призер з ходьби на 20 км на чемпіонаті Європи (1994). У ходьбі на 20 км посів 5-е місце на чемпіонаті Європи-1990 та був 9-м на чемпіонаті Європи-1998.
Переможець Кубку Європи з ходьби на 20 км у командному заліку на дистанції 20 км та у загальному командному заліку на дистанціях 20 та 50 км (1996, був шостим в особистому заліку). Переможець Кубку Європи у загальному командному заліку на дистанціях ходьби 20 та 50 км та срібний призер Кубка Європи у командному заліку на дистанції 20 км (1998, був десятим в особистому заліку).
Чемпіон Європи серед юніорів (1989) та срібний призер чемпіонату Європи серед юніорів (1987) з ходьби на 10000 м.
Багаторазовий чемпіон та рекордсмен Іспанії з дисциплін спортивної ходьби.